# 추정상속인
추정상속인 (推定相續人, heir presumptive)은 상속이 개시되었을 경우, 즉시 상속인이 되어야 할 사람을 말한다.

## 민법
원래 추정상속인은 자녀와 배우자이다. 추정상속인이 가지고 있는 상속권(상속이 개시한 경우에 상속재산권을 취득할 수 있는 지위)은 일종의 기대권(期待權)이다. 그것은 단순한 기대 혹은 희망에 불과하며, 확정적인 지배권은 아니다. 선순위상속인의 출현에 의하여 기대권이 깨어지는 일도 있으며, 상속 결격·상속 폐제에 의해 상속인으로서의 자격이 소멸되는 경우도 있다. 그러나 결격사유가 없는 한, 또는 폐제절차에 의하지 아니하고는 박탈당하지 않는다는 보장이 있기 때문에, 역시 권리라고 할 수 있다.

## 왕위 혹은 작위
왕위 혹은 작위 계승에서 추정상속인은 현재는 계승권 1위이나, 장래에 자기보다 상위의 계승권을 가지는 인물이 태어날 가능성이 있는 인물을 말한다. 자녀가 없는 군주의 동생, 여동생이나 장자상속제를 따르고 있는 가문의 아들이 없는 군주의 장녀가 있다. 이 때, 계승권이 제 1위에서 강등될 가능성이 없고, 군주에 비해 오래 산다면 확실히 상속인이 되는 인물은 법정추정상속인(heir apparent)이라고 한다.
또한 여기서 말하는 자기보다 "상위의 계승권을 가지는 인물이 태어날 가능성"에서는 군주나 그 배우자의 연령이나 건강 상태는 고려되지 않는 것이 보통이다. 예를 들어 1896년부터 1914년까지 오스트리아-헝가리 제국의 황위계승자인 프란츠 페르디난트 대공은, 백부인 황제 프란츠 요제프 1세가 고령으로 아들의 출산이 불가능했기 때문에 사실상 황태자로 대우받았지만, 법적으로는 어디까지나 추정상속인으로 황태자의 칭호가 주어지지 않았다.

## 같이 보기
- 세습군주제
- 법정추정상속인